# Montaione
Montaione település Olaszországban, Toszkána régióban, Firenze megyében. Lakosainak száma 3492 fő (2023. január 1.). Montaione Castelfiorentino, Gambassi Terme, Palaia, Peccioli, Volterra és San Miniato községekkel határos.

## Népesség
A település lakossága az elmúlt években az alábbi módon változott:
| Lakosok száma | 3726 | 3638 | 3492 |
|               | 2013 | 2018 | 2023 |